# Guardo (kommunhuvudort)
Guardo är en kommunhuvudort i Spanien.   Den ligger i provinsen Provincia de Palencia och regionen Kastilien och Leon, i den norra delen av landet, 280 km norr om huvudstaden Madrid. Guardo ligger 1 094 meter över havet och antalet invånare är 7 920.
Terrängen runt Guardo är kuperad norrut, men söderut är den platt. Runt Guardo är det mycket glesbefolkat, med 3 invånare per kvadratkilometer. Guardo är det största samhället i trakten. Trakten runt Guardo består i huvudsak av gräsmarker.